# Deck Nine Games
Deck Nine Games  (ehemals Idol Minds) ist eine amerikanische Spieleentwicklungsfirma mit Sitz in Westminster, Colorado.

## Geschichte
Idol Minds wurde am 31. März 1997 von Mark Lyon gegründet, nachdem er mit seiner Familie von Kalifornien nach Colorado gezogen war. Ursprünglich in Boulder ansässig, zog das Unternehmen 2003 nach Louisville und 2015 nach Westminster.
Idol Minds wurde bekannt für sein auf Ragdoll-Physik basierendes Spiel Pain, das erstmals am 29. November 2007 veröffentlicht wurde. Das Spiel wurde zum „all time top downloaded game“ im PlayStation Network von 2008. Am 21. Oktober 2009 wurde berichtet, dass Idol Minds in einer Reihe von Entlassungen 26 seiner 46 Mitarbeiter entlassen hatte. Ein Mitarbeiter des Unternehmens nannte als Hauptgrund für den Personalabbau Budgetkürzungen beim Pain-Verlag Sony Computer Entertainment.
Am 7. Juni 2011, kündigte Sony Interactive Entertainment auf der E3 Ruin an, ein „Diablo-Action-Rollenspiel“ für PlayStation Vita und PlayStation 3, das in Zusammenarbeit mit SCE San Diego Studio bei Idol Minds entwickelt wird. Später, am 13. Januar 2012, wurde das Spiel in Warrior’s Lair umbenannt, Idol Minds wurde am 2. April dieses Jahres aus dem Projekt genommen, anschließend wurde die Warrior’s Lair im Juli 2013 eingestellt.
Am 10. August 2015 wurde ein Kickstarter-Projekt für ein Spiel mit dem Titel „Shutterbug“ gestartet, mit dem 400.000 US-Dollar an Fördermitteln gesammelt werden sollen. Das Projekt wurde 10 Tage später abgesagt, nachdem bereits 2.973 Dollar gesammelt worden waren, wobei Idol Minds erklärte, dass die Dinge nicht geklappt hätten.
Am 31. Mai 2017 gab Idol Minds bekannt, dass das Studio seine Entwicklungsrichtung geändert hat, um sich auf narrativ getriebene Spiele zu konzentrieren, nachdem es ein Toolset namens „StoryForge“ entwickelt und den Handelsnamen „Deck Nine“ übernommen hat. Das Unternehmen erklärte, dass sich bereits eine „brandneue Ergänzung zu einem von Kritikern gefeierten Franchise“ in der Entwicklung befinde. Am Tag darauf, am 1. Juni 2017, liefen mehrere Bilder von einem vermeintlichen Prequel zum Grafik-Abenteuerspiel Life Is Strange 2015 über die Website von Deck Nine. Am 11. Juni 2017, auf der Pressekonferenz von Microsoft E3 2017, kündigte der Life-Is-Strange-Verleger Square Enix an, dass eine neue Episode mit dem Titel Before the Storm von Deck Nine Games entwickelt werde.
Am 20. September 2018 kündigte Deck Nine an, an einem neuen Spiel mit Square Enix zu arbeiten.
Am 18. März 2021 wurde im Rahmen der Square Enix Presents 2021 bekannt gegeben, dass Deck Nine das neue Spiel Life Is Strange: True Colors entwickelt.

## Spiele
| Titel                             | Jahr | Plattform                                                                      |
| --------------------------------- | ---- | ------------------------------------------------------------------------------ |
| Rally Cross 2                     | 1998 | PlayStation                                                                    |
| Cool Boarders 3                   | 1998 | PlayStation                                                                    |
| Cool Boarders 4                   | 1999 | PlayStation                                                                    |
| SuperCross Circuit                | 1999 | PlayStation                                                                    |
| Cool Boarders 2001                | 2000 | PlayStation, PlayStation 2                                                     |
| My Street                         | 2003 | PlayStation 2                                                                  |
| Neopets: The Darkest Faerie       | 2005 | PlayStation 2                                                                  |
| Pain                              | 2007 | PlayStation 3, PlayStation 4                                                   |
| Madagascar: Escape 2 Africa       | 2008 | PlayStation 2                                                                  |
| Ratchet & Clank Collection        | 2012 | PlayStation 3                                                                  |
| Linked Together                   | 2012 | iOS                                                                            |
| Ratchet: Deadlocked HD            | 2013 | PlayStation 3                                                                  |
| Tales of Honor: The Secret Fleet  | 2014 | Android, iOS                                                                   |
| Qube Kingdom                      | 2014 | Android, iOS                                                                   |
| MiniTropolis                      | 2016 | Android, iOS                                                                   |
| Life Is Strange: Before the Storm | 2017 | Microsoft Windows, PlayStation 4, Xbox One                                     |
| Life Is Strange: True Colors      | 2021 | Microsoft Windows, PlayStation 4, PlayStation 5, Stadia, Xbox One, Xbox Series |
| Life Is Strange: Double Exposure  | 2024 | Microsoft Windows, PlayStation 5, Xbox Series, Nintendo Switch                 |